# La pietra del cielo
La pietra del cielo (The Skystone) è un romanzo storico del 1996 di Jack Whyte, primo volume della serie delle Cronache di Camelot. È stato tradotto in italiano per Piemme.

## Trama
La storia è raccontata tramite i ricordi del protagonista con diversi salti temporali.
Britannia romana del IV secolo. Il libro inizia con Gaio Publio Varro, un veterano delle legioni africane, sta raccontando la sua storia nel contesto del ritiro romano dalla Gran Bretagna. Inizia quindi parlando di un'imboscata da parte dei Celti dove lui e l'amico Gaio Cornelio Britannico rimangono feriti.
Mentre trascorre il suo tempo con Britannico a riprendersi dalle ferite, i suoi pensieri tornano al loro incontro: nel 365 d.c., in Africa, Britannico era stato fatto prigioniero da alcuni Berberi e Varro lo aveva liberato. Dopo questo incontro, Varro ricorda come lui e Britannico viaggiarono insieme in Gran Bretagna per diventare, rispettivamente, primus pilus e legato della Seconda Coorte della Legio XX Valeria Victrix. Mentre erano al comando di questa unità, il Vallo di Adriano venne infranto da un'orda di Pitti e altre tribù celtiche. L'unità passò un anno e mezzo combattendo nella Gran Bretagna ancora controllata dai romani fino ad arrivare fuori da Londinium dove incontrarono una legione dell'esercito di Flavio Teodosio.
Dopo essersi ripreso dalle ferite Varro torna al suo paese natale Colchester. Qui scopre che il suo amico d'infanzia e aiutante di suo nonno, Equo, si è assicurato che la fucina del nonno non rimanesse priva di attrezzi. Varro ricomincia a gestire la bottega, facendo affari con Cuno (diminutivo di Cunobelino), marito violento della sorella di Equo e quindi suo cognato. Varro guadagna anche diversi contratti con la legione locale, perché le sue spade usano una qualità di ferro più alta rispetto agli altri fornitori locali.
Britannico visita la legione di Colchester e ritrova Varro. Mentre stanno partecipando a una festa militare, Britannico propone di creare una colonia simile alle colonie dei Bagaudi in Gallia, ovvero organizzata in modo da essere autosufficiente in tutto, sia dal punto di vista del sostentamento sia della difesa da incursioni esterne. Dopo una visita in cui Varro spiega l'uso del metallo del cielo da parte di suo nonno per creare le spade ed i pugnali più duri esistenti, Varro e Plauto scoprono una cospirazione da parte dei nemici della famiglia di Britannico, i Seneca. Un altro incontro con i Seneca segue diversi anni dopo: Varro e l'amico Plauto interferiscono con il più giovane dei fratelli Seneca. L'incontro finisce con Varro che picchia il Seneca e gli incide una V sul petto.
L'attacco porta a una massiccia caccia all'uomo da parte dell'esercito perché la più giovane Seneca aveva legami con l'imperatore e la gerarchia militare. A causa della persistente natura di questa ricerca e della convinzione che il fratello maggiore, Primo, avrebbe scoperto chi fosse l'aggressore di suo fratello, Varro fugge da Colchester. Prima di recarsi a Verulamium, Varro riesce a superare una momentanea impotenza dovuta ad una ferita e giace con la sorella di Equo, Febe, che aiuta a sottrarsi al marito violento regalandogli dei soldi. Da lì parte per Aquae Sulis, dove Britannico possiede una villa.
Sulla strada per Aquae Sulis, Varro incontra diversi banditi che tentano di ucciderlo. Più tardi, dopo un altro tentativo di omicidio, scopre che questi uomini erano stati assunti dai Seneca. Alla fine arriva ad Aquae Sulis e incontra il cognato di Britannico, Quinto Varo. Varo invita Publio Varro alla sua villa. Alla villa, Varro incontra la sorella di Gaio Britannico, Luceia. Inoltre, durante la visita, Varro incontra un gobbo gallese Cymric e mostra l'arco africano che suo nonno aveva lasciato nella sua collezione di armi.
Qui Luceia lo presenta a un druido che conosce la storia di una pioggia di meteoriti che coincide con quando Varro il Vecchio scoprì la sua pietra del cielo. La gente del posto l'aveva chiamato il ritorno dei draghi, un mito locale che ruotava intorno alla fusione segreta e alla lavorazione dei metalli da parte dei Pendragon, una tribù locale. Il druido conduce Luceia e Varro nel luogo in cui un certo numero di bovini è stato ucciso durante quella stessa notte. Lì trovano crateri da impatto e un lago sconosciuto al druido. Durante il viaggio di ritorno dal sito, il gruppo viene colto al buio da un acquazzone. Il druido li conduce in un villaggio dove si rifugiano in un cottage. Luceia e Varro esprimono un crescente interesse reciproco e accettano di sposarsi a vicenda. Luceia e Varro tornano quindi alla villa di Britannico per comunicargli la loro intenzione.
Varro trova sette pietre celesti nella valle, tutte contrassegnate da crateri da impatto a forma di ciambella. Li scava tutti, ma sono tutti frammenti piccoli, e non pensa che siano abbastanza grandi per il cataclisma che è successo al bestiame. Nel frattempo, Gaio Britannico torna nella villa. Al suo arrivo esprime la sua approvazione per il matrimonio di Varro e Luceia. Gli inviti vengono inviati e un certo numero di individui cominciano presto ad arrivare, tra i quali c'è Equo con i materiali da fabbro di Varro da Colchester. Tra gli arrivi vi è anche il vescovo Alarico che, insieme a un amico militare Antonio Cicerone, racconta a Varro della morte di Febe per mano di Cesario Seneca, il più giovane dei Seneca.
La notte prima delle nozze Cilla Titente, moglie di Domizio amico di Britannico, dopo aver mostrato interesse per lo sposo prova ad infilarsi nel letto di Varro ma viene fermata dall'intervento di Luceia prima che qualunque cosa possa accadere. Il matrimonio è un evento allegro nonostante il dolore di Varro per Febe. Un grande gruppo di amici soggiorna in villa per diverse settimane. Subito dopo il matrimonio gli amici di Britannico, imercanti Terra e Firma Atribato, portano la notizia della completa perdita la loro flotta commerciale per colpa dei pirati. Questa notizia, unita a molte altre su ciò che sta accadendo nel mondo romano, scuote gli uomini del gruppo convincendoli della profonda crisi in cui versa l'impero. Trascorrono quindi una lunga nottata discutendo la proposta di Britannico di una colonia militare. Sono tutti d'accordo nel cominciare a reclutare famiglie nella colonia e investire i loro mezzi di sostentamento nell'acquisto delle ville intorno a Gaio e Varo.
Di lì a poco Varro è anche in grado di scoprire la parte principale della meteora, che è sepolta sotto il letto di un lago nella valle. Impiegando una manciata di ingegneri militari, Varro prosciuga il lago e, scavando il fondo del lago, recupera la pietra.
Passa il tempo e dalle coste arrivano notizie allarmanti di saccheggi ed incursioni di pirati sassoni. Intanto la colonia comincia a popolarsi di artigiani di varia natura, i cui figli vengono addestrati da Britannico e Varro al combattimento. Britannico guida i coloni anche alla restaurazione di un diroccato forte celtico nei pressi del luogo dove sorge la colonia.
Durante una visita a Aquae Sulis, Varro incontra Quintilio Nesca, un cugino dei Seneca che lo riconosce grazie alla barba ed all'andatura zoppicante derivante dalla vita militare passata. Questo innesca una nuova caccia all'uomo. Varro riesce a fuggire con l'aiuto di un mercante, precedentemente ingannato da Nesca, e uccidendo due delle guardie dello stesso Nesca il quale muore misteriosamente durante la fuga di Varro, probabilmente ucciso dal cugino. Mentre scappa, Varro scopre anche che Seneca è tornata in Gran Bretagna dopo aver finanziato il tentativo di usurpazione del titolo imperiale da parte di Magno Massimo. Varro lo mette sotto sorveglianza e lo fa rapire per poi ucciderlo in duello.
Nel frattempo, gli agenti del re del clan Pendragon, Ullic, si avvicinano a Britannico e lo sollecitano a un incontro tra i due leader. I due si incontrano a Stonehenge e, dopo un po' di tensione, stringono un'alleanza protettiva tra i due poteri regionali in quanto britannici. Poco dopo il vescovo Alarico attraversa di nuovo la regione, comunicando ai coloni, che la cavalleria Franca sta dilagando in alcune parti dell'impero e che le tensioni politiche stanno aumentando. Alarico porta anche notizie del figlio di Gaio, Pico, che ora si trova con il nuovo comandante militare Stilicone in quanto divenuto esperto nell'uso della cavalleria pesante.
Nel capitolo finale, Varro rivela che è stato in grado di fondere la sua pietra del cielo e creare una statua della dea celtica Coventina che chiama La signora del lago.

## Personaggi
- Caio Publio Varro: un soldato romano le cui imprese gli hanno valso il grado di primus pilus. Sebbene inizialmente fosse di stanza sulla costa nordafricana, gli fu dato il permesso di tornare in Gran Bretagna, la terra dove era nato. Suo nonno, Varro il Vecchio, gli ha insegnato tutti i segreti da maestro fabbro.
- Gaio Cornelio Britannico: nativo anch'egli della Britannia e comandante di una Legione romana. È l'ufficiale supremo di Varro e patrizio romano.
- Equo: amico d'infanzia di Varro e socio in affari nella nuova fucina.
- Plauto: un centurione anziano di stanza nel forte vicino a Colchester. Lui e Varro erano amici mentre si trovavano di stanza in Africa e hanno riallacciato la loro amicizia quando si sono incontrati a Colchester.
- Vescovo Alarico: vescovo cristiano che cerca di incorporare le tradizioni artistiche celtiche, come il nodo celtico, nel simbolismo cristiano per rendere il cristianesimo più accessibile ai cittadini britannici. Ordina a Varro di fare croci d'argento con questo stile.
- Quinto Varo: un contadino vicino e amico intimo della famiglia Britannico.
- Luceia Britannica: la sorella di Gaio Britannico. Donna dal carattere forte. In passato ha perso due mariti assumendo un temperamento più indipendente dovendo gestire la sua vita così come le proprietà di Gaio

## Analisi
Il libro si ambienta molto prima degli eventi narrati nel ciclo arturiano, Whyte infatti intende scrivere una serie di romanzi storici, cercando di prendere le varie leggende relative a Camelot e immaginando quali fatti realmente avvenuti avrebbero potuto nel tempo distorcersi fino a portare alle storie a noi note. La spada nella roccia in questo modo si trasforma in una spada dalla roccia, fusa cioè con un ferro meteoritico - la pietra del cielo del titolo - oppure la nascita di Camelot come baluardo di ordine, virtù e civiltà romana oltre che luogo sicuro dal caos montante del momento storico. Sono presenti diversi rimandi alla leggenda: a titolo di esempio per ritrarre come la Signora del Lago regala ai sovrani dei Pendragon, Excalibur, Whyte ritrae la Dama come una statua creata da Varro come l'immagine di Coventina, una dea celtica. Varro sull'ultima pagina del libro esprime interesse riguardo alla creazione di una spada, presumibilmente Excalibur stessa.
Il protagonista è un veterano romano, Publio Varro, vissuto nel quarto secolo, quando l'impero romano si stava per sgretolare e i romani iniziavano a intuire che la loro fedeltà era verso la Britannia, e non per Roma o Bisanzio. Britannico e Varro, si vedono come i difensori delle virtù della Roma repubblicana, e sognano di poter ricostruire il mondo che hanno conosciuto dopo la Caduta che sanno che sta per arrivare. Sognano quindi la salvezza e la giustizia sotto il segno delle aquile, da qui deriva il titolo originario della serie, A Dream of Eagles.
Invece di usare nomi latini appropriati per la terminologia, Whyte anglicizza molti dei termini. Il testo assume la forma di un memoriale autobiografico scritto come l'informazione appare nella mente di Varro non come appare cronologicamente. Nel primo libro il tempo salta dal presente al tempo in cui Britannico e Varro sono feriti, a quando si sono incontrati in Africa, di nuovo al presente, per rivedere la rottura celtica del muro di Adriano fino al momento in cui sono stati feriti, e tornare di nuovo al presente. Per questo motivo, spesso le conversazioni e gli eventi vengono ignorati, mentre altre volte l'uso del dialogo è comune.
Poiché il libro si svolge in un periodo di agitazione nella Gran Bretagna romana, i riferimenti a Flavio Teodosio, Magno Massimo e all'imperatore Valentiniano, sono costanti per mantenere il contesto storico dei libri. Spesso questo è associato a discussioni sull'imminente caduta del sistema e dell'impero romano.
La guida alla pronuncia offerta in alcune edizioni contiene i nomi latini dei personaggi insieme alle note di pronuncia. Questa guida non si conforma a nessun sistema conosciuto di pronuncia latina, sia essa ecclesiastica, medievale o classica.

## Edizioni
- Jack Whyte, La pietra del cielo, traduzione di Susanna Bini, collana Pocket, Piemme, 1999,  p. 544, ISBN 88-384-4361-0.